# Jan Brueghel de Oude
Jan Brueghel (Brussel, 1568 - Antwerpen, 13 januari 1625) was een Vlaamse barokschilder en tekenaar. Hij was de zoon van de eminente renaissanceschilder Pieter Bruegel de Oude. Als goede vriend en medewerker van Peter Paul Rubens waren de twee kunstenaars de belangrijkste Vlaamse barokschilders in de eerste drie decennia van de 17e eeuw.
Brueghel werkte in vele genres, waaronder historiestukken, bloemstillevens, allegorische en mythologische voorstellingen, landschappen en zeegezichten, jachtstukken, dorpsgezichten, gevechtsscènes en scènes van het hellevuur en de onderwereld. Hij was een belangrijke vernieuwer die in het eerste kwart van de 17e eeuw nieuwe genres uitvond, zoals bloemenslingerschilderijen, paradijslandschappen en galerijschilderijen. Verder creëerde hij genreschilderijen die imitaties, pastiches en herwerkingen waren van de werken van zijn vader, met name zijn vaders genrescènes en landschappen met boeren.  Brueghel vertegenwoordigde het type van de pictor doctus, de erudiete schilder wiens werken zijn geïnspireerd door de religieuze motieven en aspiraties van de katholieke Contrareformatie en de wetenschappelijke revolutie met haar belangstelling voor nauwkeurige beschrijving en classificatie. Hij was hofschilder van de aartshertog en hertogin Albrecht en Isabella, de landvoogden van de Habsburgse Nederlanden.
De kunstenaar kreeg de bijnamen "fluwelen Brueghel", "bloemen-Brueghel", en "paradijs-Brueghel". De eerste bijnaam zou hij gekregen hebben vanwege zijn meesterschap in het weergeven van stoffen. De tweede bijnaam is een verwijzing naar zijn faam als schilder van bloemstukken en de laatste naar zijn uitvinding van het genre van het paradijslandschap. Zijn broer Pieter Brueghel de Jonge droeg traditioneel de bijnaam "helse Brueghel", omdat men dacht dat hij de auteur was van een aantal schilderijen met fantastische voorstellingen van vuur en groteske beeldspraak. Deze schilderijen worden nu toegeschreven aan Jan Brueghel de Oude.

## Leven
Jan Brueghel was de zoon van Pieter Brueghel de Oude en Mayken Coecke. Zijn broer was Pieter Brueghel de Jonge. Van zijn kinderen werd Jan Brueghel de Jonge ook schilder, trouwde dochter Paschasia in 1624 met Hieronymus van Kessel, en dochter Anna met David Teniers de Jonge. 

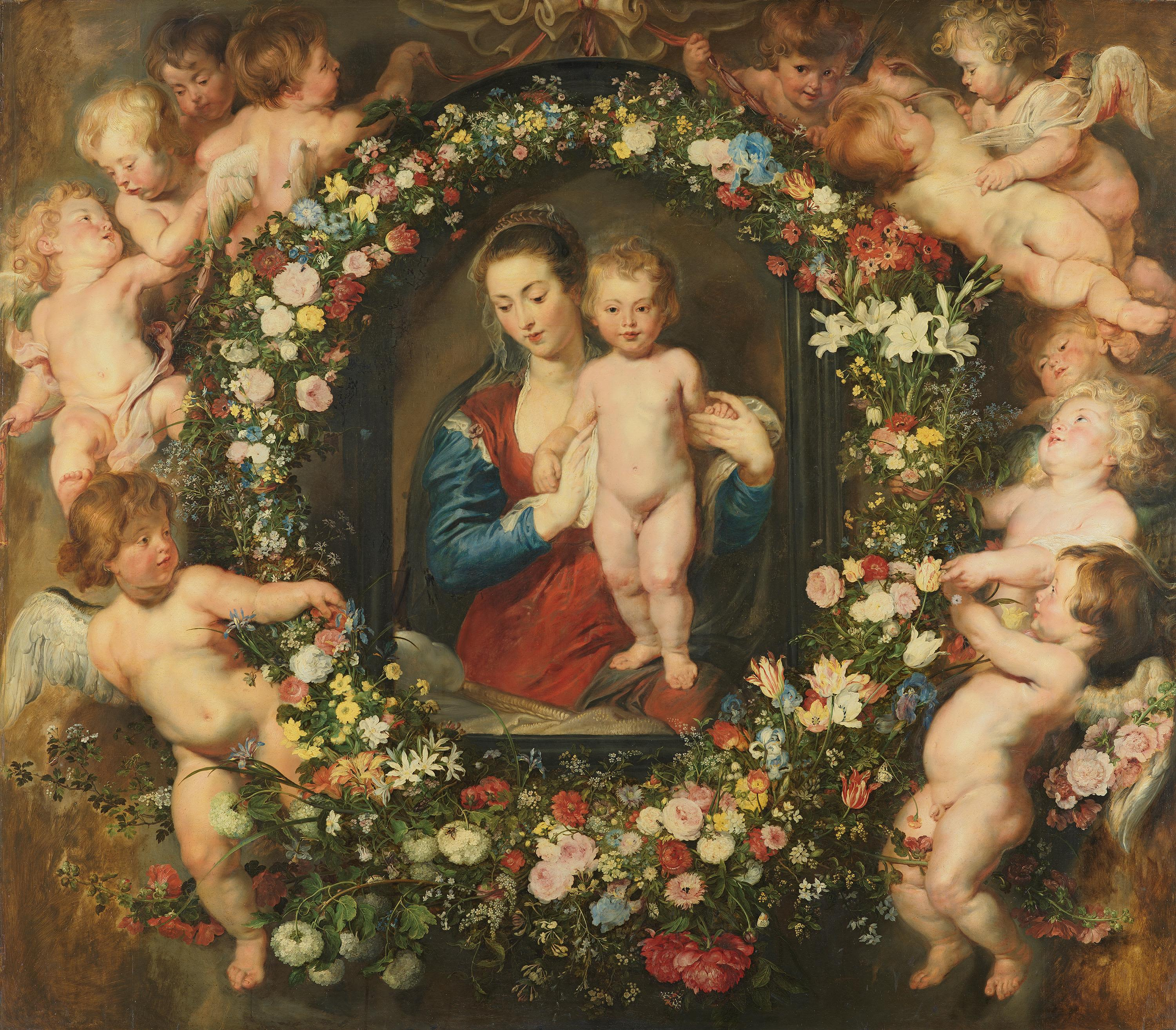
Maagd Maria in een bloemenkrans, samenwerking met Rubens

Zijn vader Pieter de Oude stierf een jaar na zijn geboorte, en negen jaar later ook zijn moeder. Jan kreeg zijn opleiding van zijn grootmoeder Mayken Verhulst, die miniatuurschilderes was, en van Pieter Goetkindt. In 1589 trok hij naar Italië, waar hij in Napels, Rome en Milaan werkzaam was. In Rome raakte hij bevriend met Paul Bril. De twee schilders werkten samen en oefenden een sterke wederzijdse invloed op elkaar uit. Een andere samenwerking was die met Johann Rottenhammer, die hem bekend maakte met de kunst in Venetië. In Milaan werkte Jan Brueghel voor kardinaal Federico Borromeo. 
Hij keerde terug naar Antwerpen in 1596, waar hij de rest van zijn leven doorbracht. Hij trouwde er op 23 januari 1599 met Isabella de Jode, de dochter van Gerard de Jode. Hun zoon Jan, geboren in 1601, had Rubens als peter en zou ook een beroemd schilder worden. Datzelfde jaar liet vader Jan zich inschrijven als poorter van Antwerpen, zodat hij deken zou mogen worden van het Antwerpse Sint-Lucasgilde. In 1603 werd zijn dochter Paschasia geboren en stierf zijn vrouw Isabella de Jode. Brueghel bracht de zomer van 1604 door aan het Praagse hof van keizer Rudolf II en kocht bij zijn terugkeer het huis "De Meerminne" in de Lange Nieuwstraat. Hij hertrouwde het volgende jaar met Catharina van Mariënburg, met wie hij acht kinderen had, onder wie de schilder Ambrosius Brueghel.

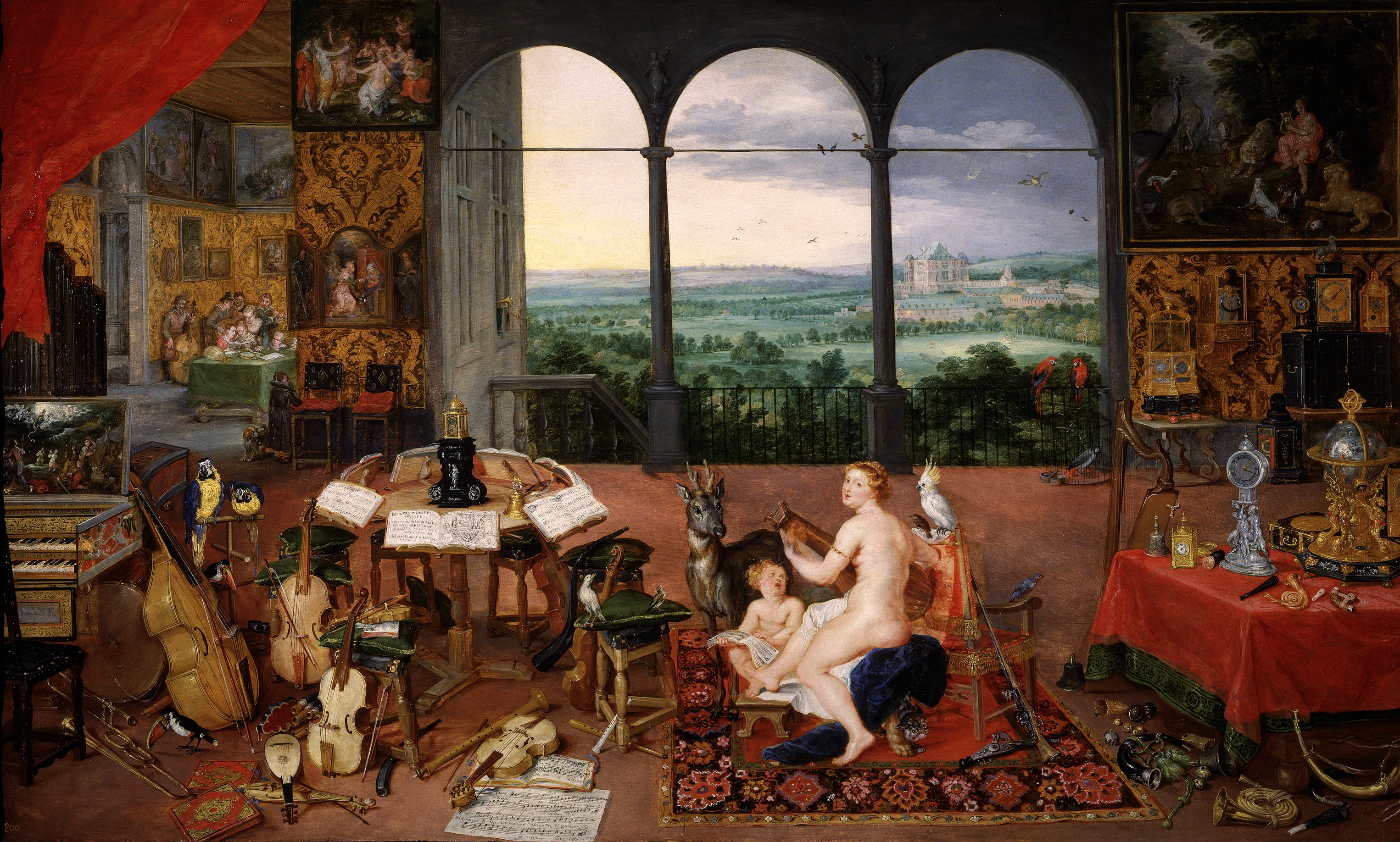
Allegorie van het gehoor, samenwerking met Rubens

Brueghel was in Antwerpen een van de meest gezochte schilders, naast Peter Paul Rubens, met wie hij bevriend was en regelmatig samenwerkte. In 1609 werd hij benoemd tot hofschilder van aartshertog Albrecht van Oostenrijk en infante Isabella van Spanje. Jan Brueghel stierf op 57-jarige leeftijd aan cholera, net als drie van zijn kinderen. Hij had onder andere de landschapschilder Abraham Govaerts en de bloemenschilder Daniël Seghers als leerlingen.

## Werk
Jan Brueghel de Oude was een veelzijdig kunstenaar die vele genres beoefende en verschillende nieuwe onderwerpen in de Vlaamse kunst introduceerde. Hij was een vernieuwer die bijdroeg tot de ontwikkeling van verschillende genres, zoals bloemstillevens, landschappen en zeegezichten, jachtstukken, gevechtstaferelen en taferelen van de hel en de onderwereld. Zijn bekendste bijdragen zijn de introductie in het eerste kwart van de 17e eeuw van nieuwe genres in het repertoire van de Vlaamse kunst, zoals bloemenguirlandeschilderijen, paradijslandschappen en galerijschilderijen. In tegenstelling tot andere Vlaamse barokkunstenaars, zoals Rubens, maakte hij geen grote altaarstukken voor de plaatselijke kerken.

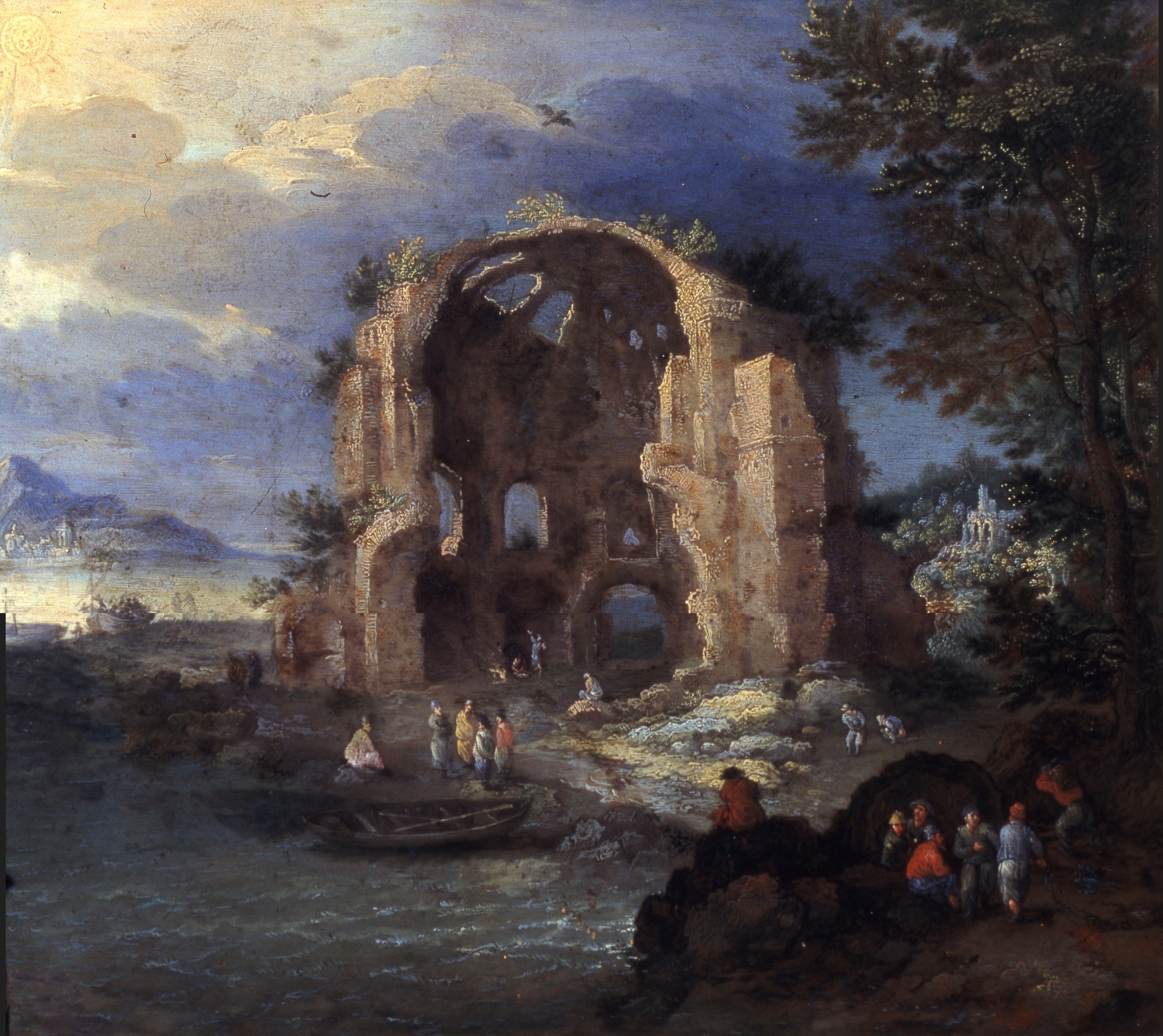
Kustlandschap met vissers en de ruïnes van de Tempel van Minerva Medica

Jan Brueghel de Oude bereikte een uitstekende technische beheersing, waardoor hij materialen, dieren en landschappen met opmerkelijke nauwkeurigheid en een hoge graad van afwerking kon weergeven. Hij had een volleerde miniaturistische techniek waardoor hij een nauwkeurige beschrijving van de natuur kon bereiken. Ondanks zijn precieze werkwijze was Jan Brueghel de Oude een zeer productief kunstenaar. Er worden zo'n 450 werken aan hem toegeschreven. Het Museo del Prado in Madrid, de Alte Pinakothek in München en het Kunsthistorisches Museum in Wenen hebben de grootste verzamelingen van zijn werken. Ook in het Museo de Bellas Artes de Sevilla zijn er enkele werken van hem te zien.
Er is weinig bekend over de atelierpraktijken van Brueghel. Hij had een groot atelier waardoor hij een grote hoeveelheid werken kon produceren, die op hun beurt in zijn atelier werden gereproduceerd. Na Brueghels dood in 1625 nam Jan Brueghel de Jonge het atelier van zijn vader onder zijn hoede. Dit blijkt uit de stijl van de overgeleverde schilderijen, die in de lijn van zijn vader liggen, en uit de voortdurende samenwerking met vroegere medewerkers van zijn vader, zoals Rubens en Hendrick van Balen. Deze atelierproductie droeg bij aan de brede verspreiding van de creaties van Jan Brueghel de Oude.

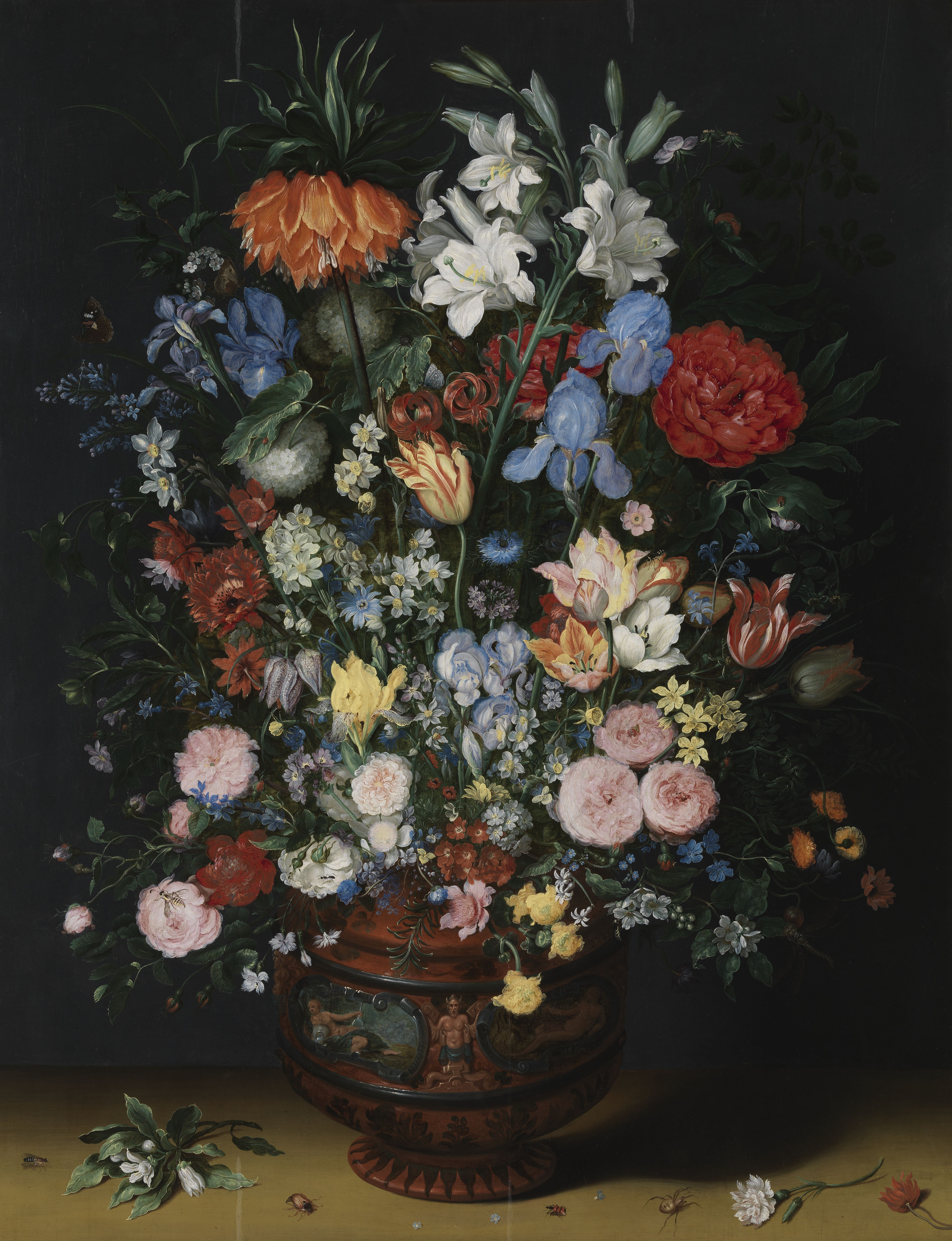
Vaas met bloemenboeket

In Italië ontstonden vooral bosgezichten in de trant van Gillis van Coninxloo. Ze zijn daarnaast vooral beïnvloed door Girolamo Muziano en Paul Bril. Terug in Antwerpen keerde hij terug naar het type panoramische vergezichten omzoomd door coulisseachtige bergen zoals dat in Vlaanderen traditie was (vergelijk de werken van Joos de Momper). Ook het traditionele driekleurenschema (bruine voorgrond, groen middenplan, blauw verschiet) en de hoge horizon zijn onverminderd aanwezig. Weer wat later, rond 1605, krijgt het dorpsgezicht met lage horizon zijn voorkeur. Ten slotte, rond 1610, schilderde hij meer open landschappen met een realistischer inslag die aan het Brabantse landschap herinneren. Ze zijn veelal gestoffeerd met reizigers in huifkarren of boeren.
Zijn bloemstukken behoren tot de vroegste zelfstandige bloemstillevens uit de kunstgeschiedenis. Rond dezelfde tijd schilderden ook Ambrosius Bosschaert de Oude en Roelant Savery hun eerste bloemstillevens.

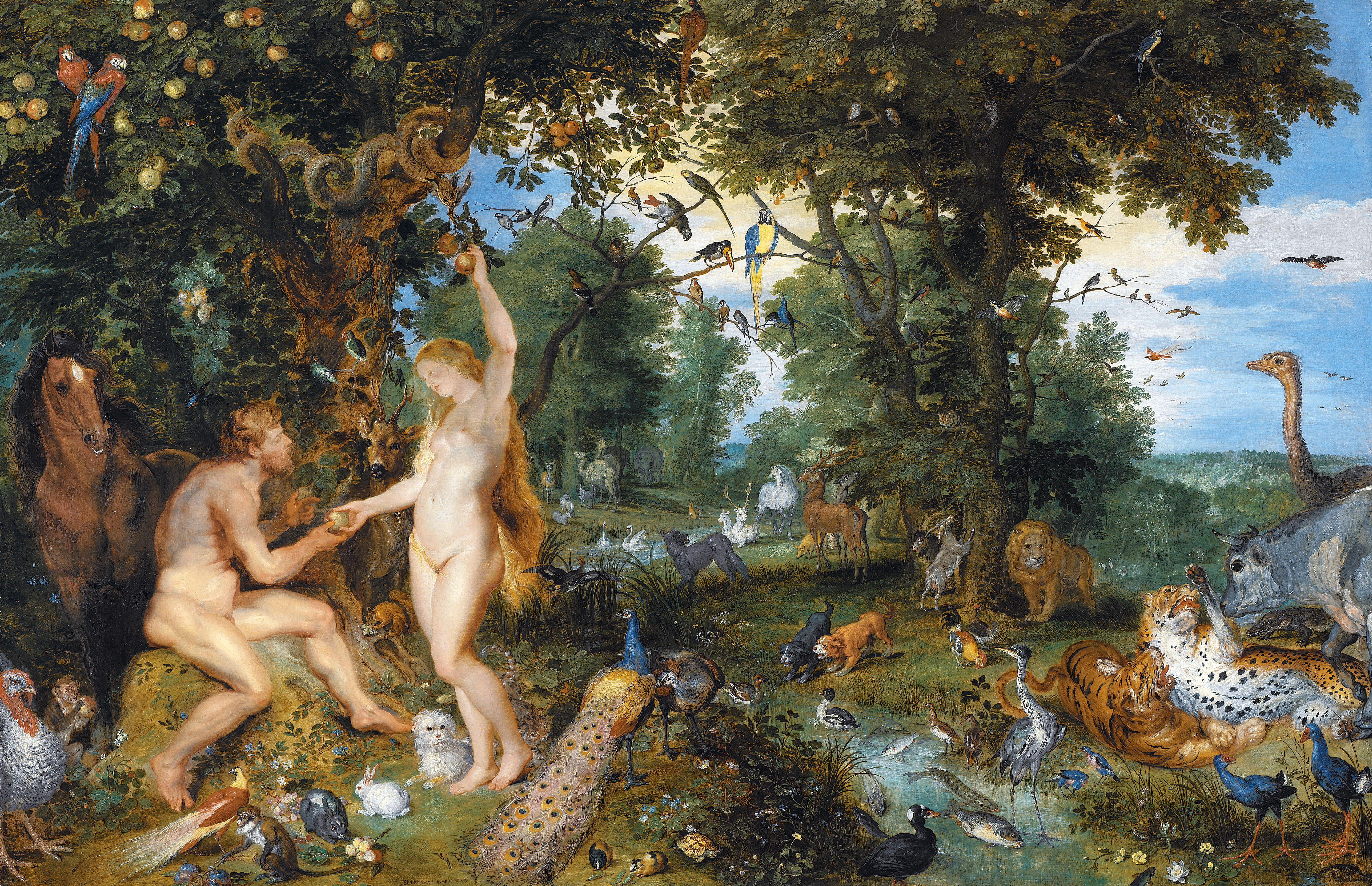
Het aardse paradijs met de zondeval van Adam en Eva

Opvallend zijn de schilderijen die uit een samenwerking met andere schilders ontstonden: een collega als Hendrick van Balen, Hendrick de Clerck, Pieter van Avont of Rubens. In sommige samenwerkingen schilderde Brueghel het landschap en de medewerker de figuren terwijl in andere samenwerkingen de rollen waren omgekeerd.  Een frequente medewerker van Jan Brueghel was Rubens. De twee kunstenaars maakten ongeveer 25 gezamenlijke werken tussen 1598 en 1625. Hun eerste samenwerking was op De Strijd der Amazones (c. 1598-1600, Bildergalerie (Sanssouci)). De kunstenaars werkten samen aan de ontwikkeling van het genre van de devotionele kransschilderkunst met werken zoals de Madonna in een bloemenkrans' (c. 1616-1618, Alte Pinakothek). Verder maakten ze samen mythologische scènes en een allegorische serie die de Vijf Zintuigen voorstelt. Een ander voorbeeld van een samenwerking met Rubens is Het aardse paradijs met de zondeval van Adam en Eva (het Mauritshuis, Den Haag). De samenwerking tussen de twee bevriende kunstenaars was opmerkelijk omdat ze in zeer verschillende stijlen en specialisaties werkten en kunstenaars van gelijke status waren. Ze waren in staat om de individualiteit van hun respectievelijke stijlen te behouden in deze gezamenlijke werken.
Jan Brueghel de Oude schilderde soms historiestukken, zoals helletaferelen in de stijl van zijn vader, en mythologische scènes. Hij heeft ook een aantal allegorische reeksen geschilderd van de vijf klassieke zintuigen (gehoor, gezicht, tast, reuk, smaak) en van de vier elementen (lucht, aarde, water, vuur). Maar bovenal vervaardigde hij landschappen en bloemstukken met een uiterste nauwgezetheid en gedetailleerdheid. Hieraan dankt hij zijn bijnaam Fluwelen Brueghel.

## Werken (selectie)

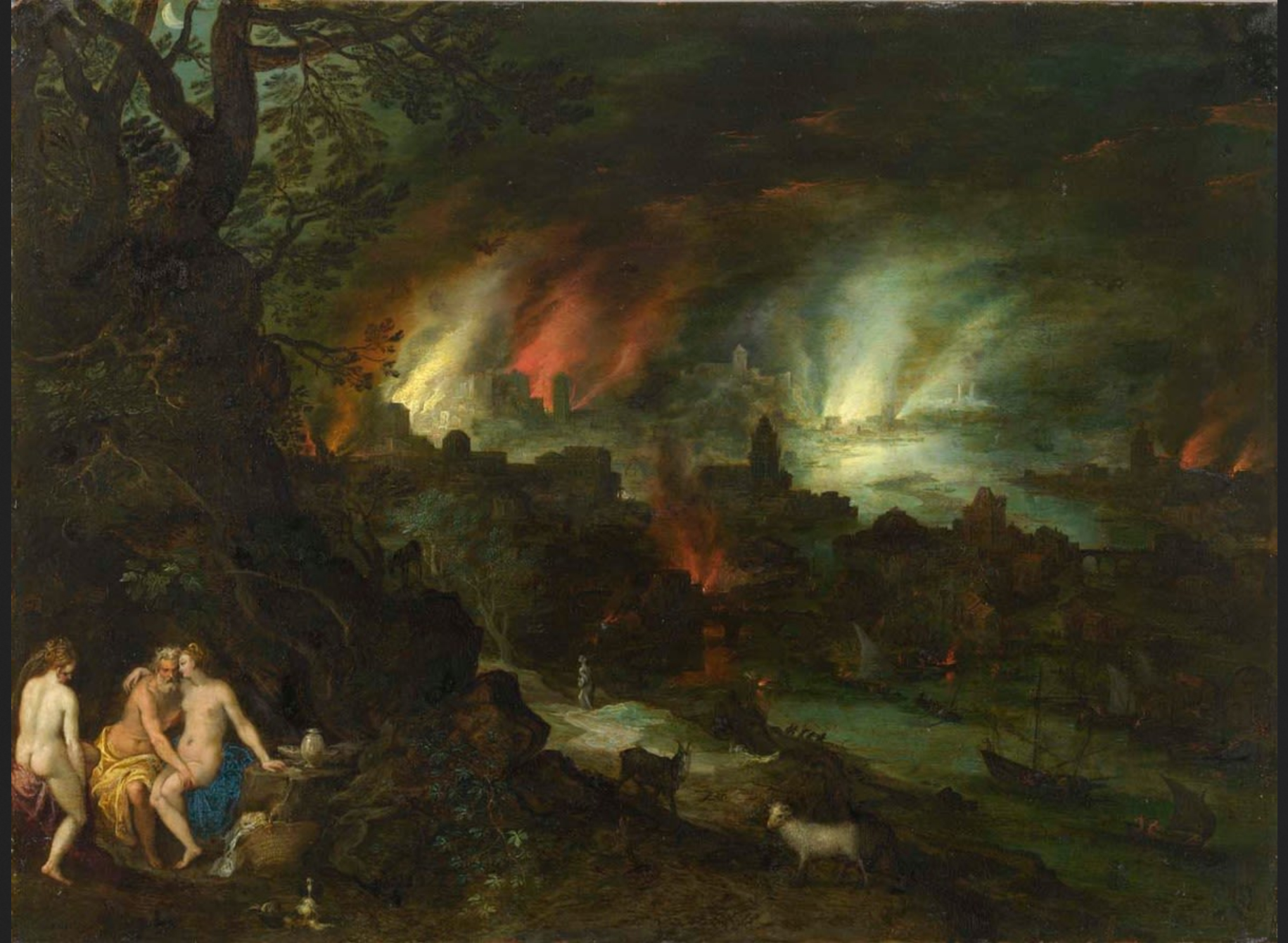
Lot en zijn dochters, 1598, samenwerking met Hans Rottenhammer, Alte Pinakothek
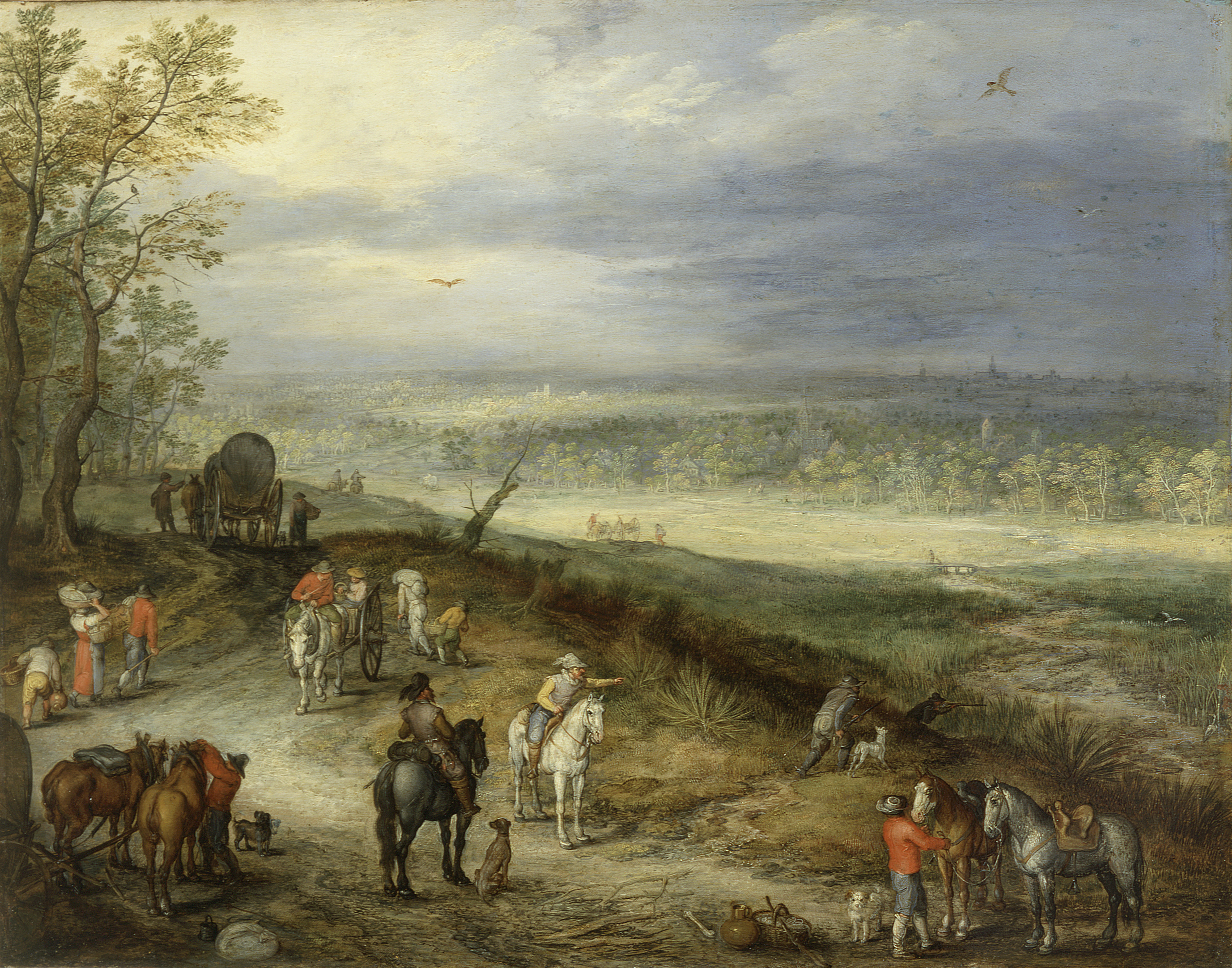
Uitgestrekt landschap met reizigers op een landweggetje, ca. 1608-10, Saint Louis Art Museum
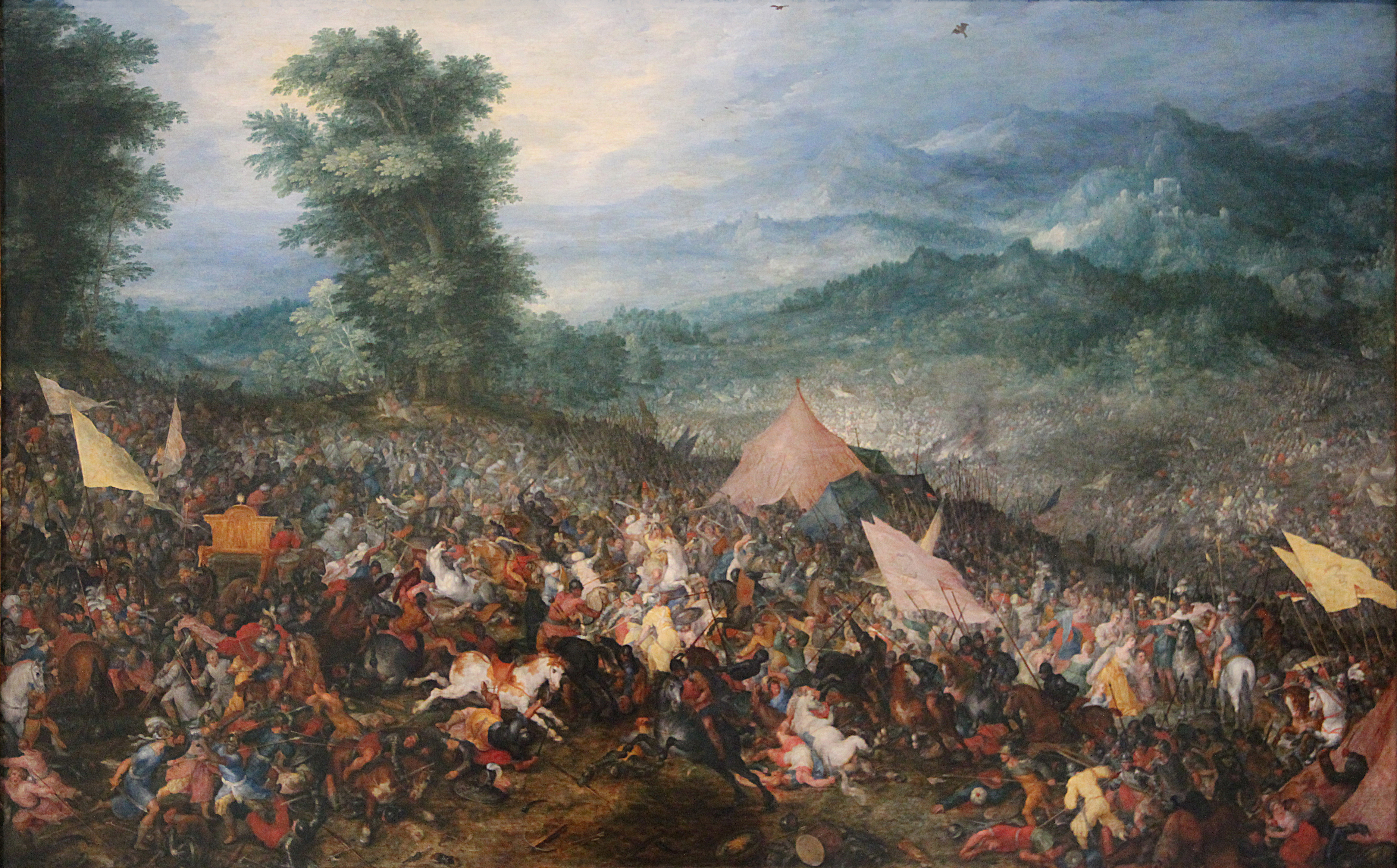
De Slag bij Issos, Louvre, Parijs
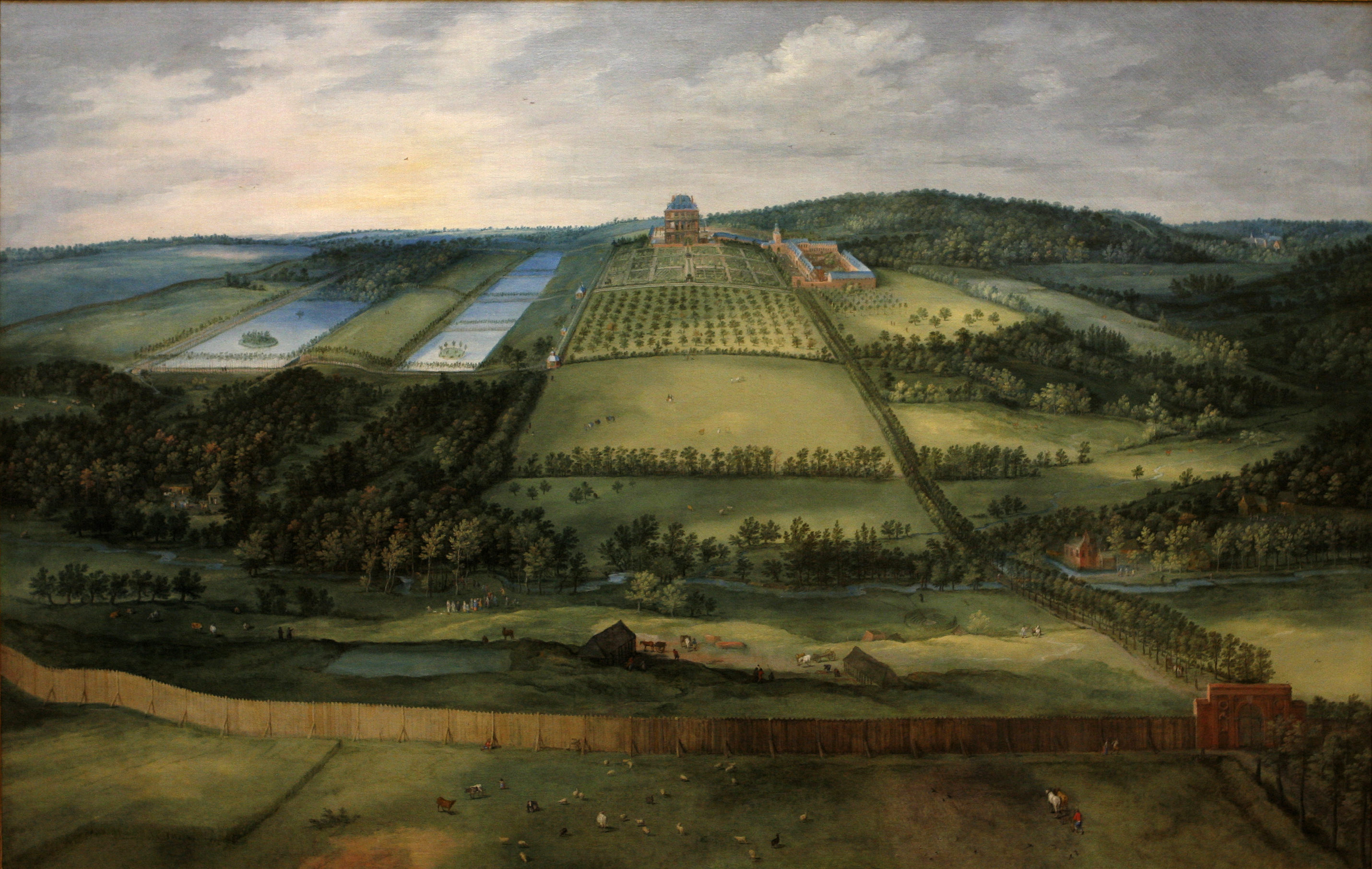
Het kasteel van Mariemont, 1612, Musée des Beaux-Arts de Dijon
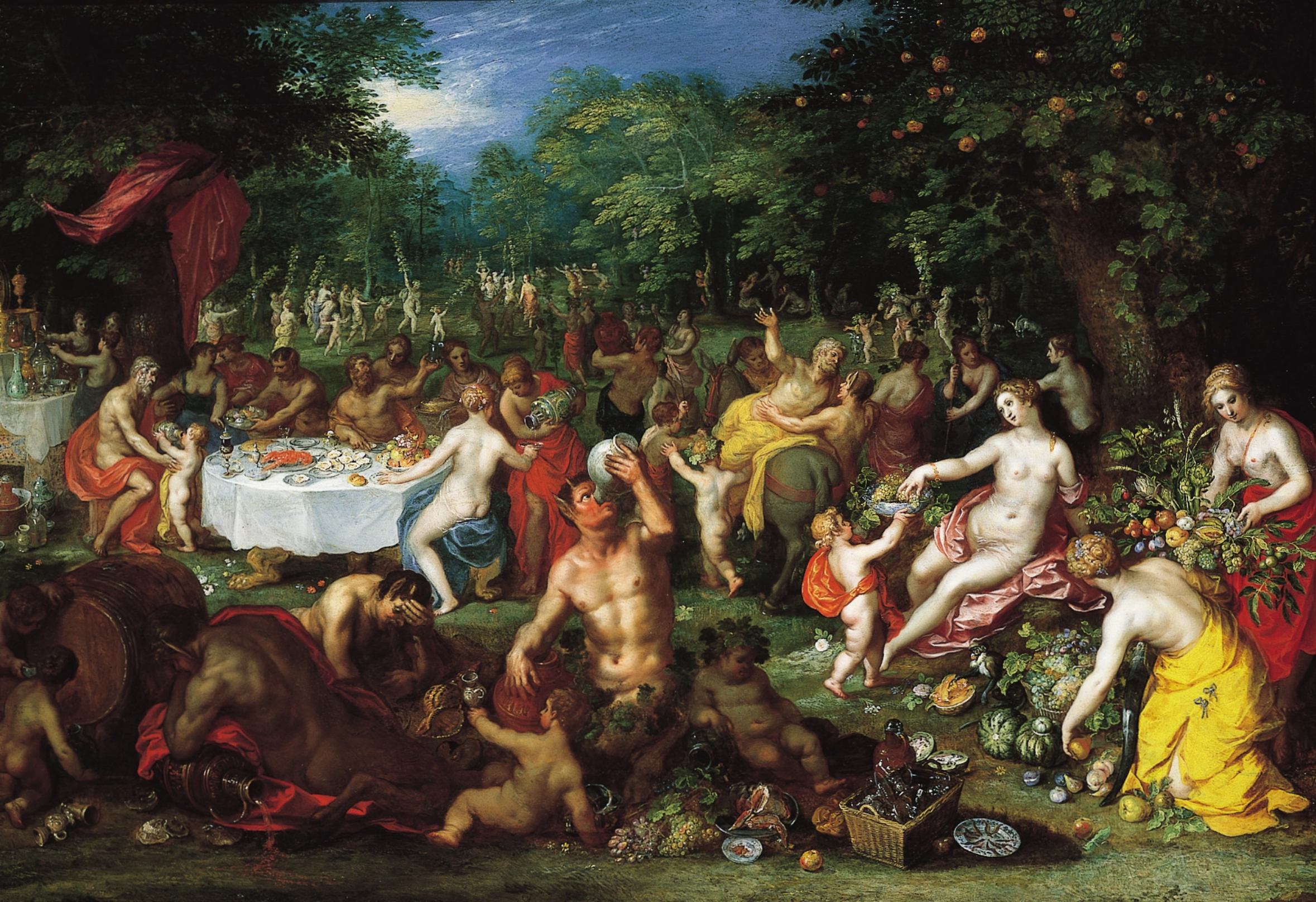
Bacchanaal, Speed Art Museum
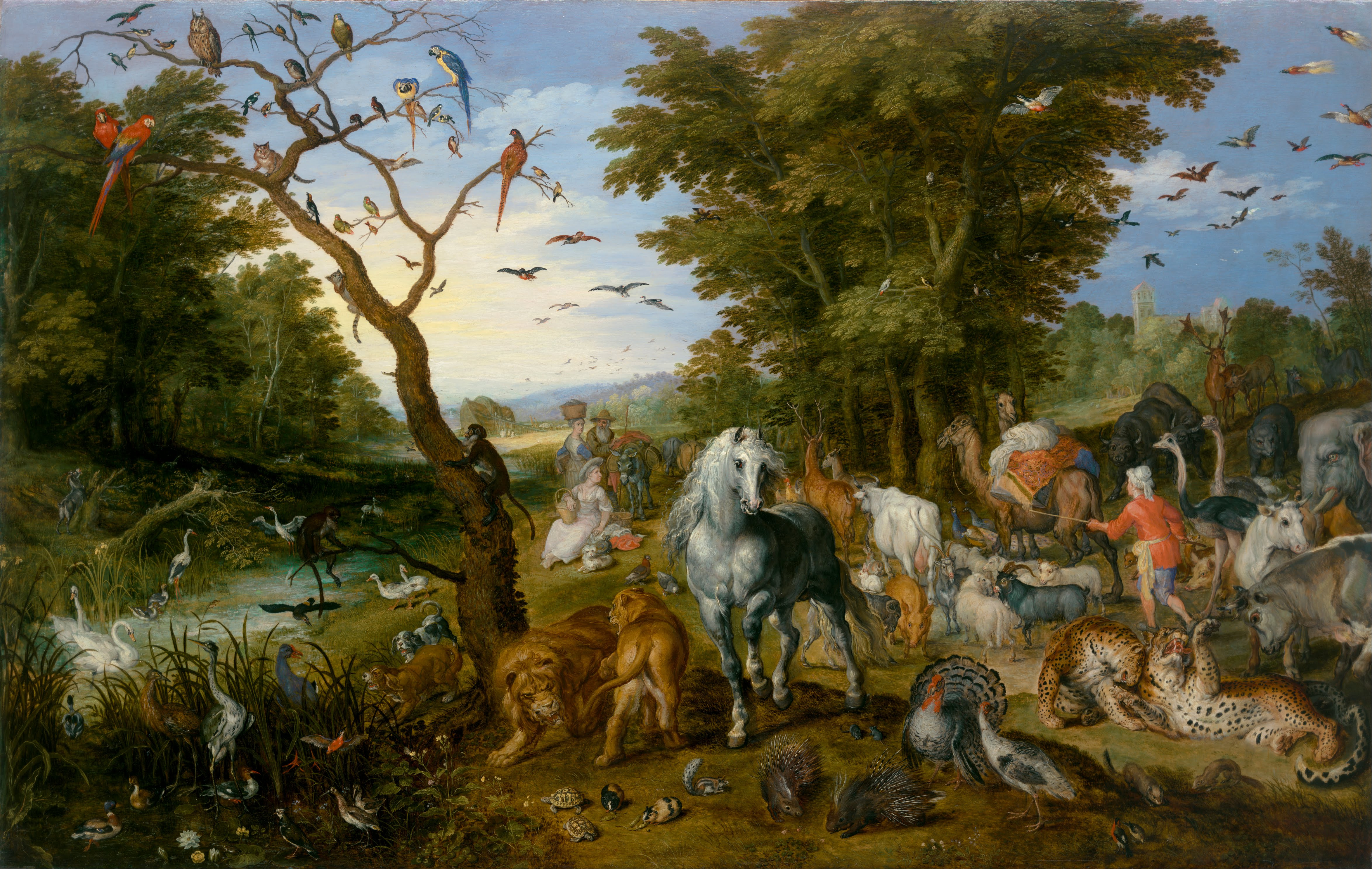
De binnenkomst van de dieren in de ark van Noach, 1613, Getty Center, in samenwerking met Hendrik van Balen (I)
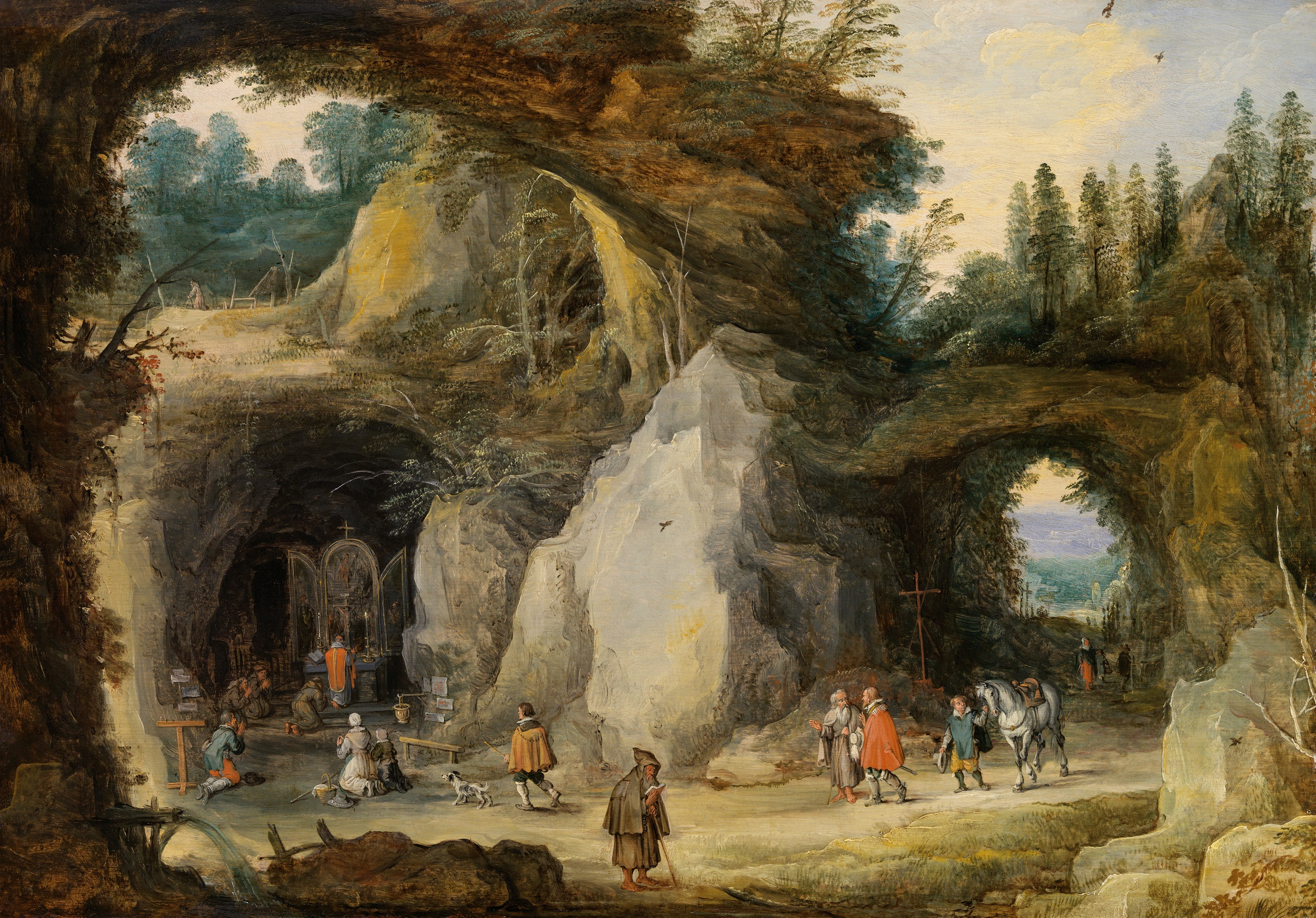
Berglandschap met pelgrims in een grotkapel, ca. 1616, Kunstmuseum Liechtenstein, in samenwerking met Joos de Momper
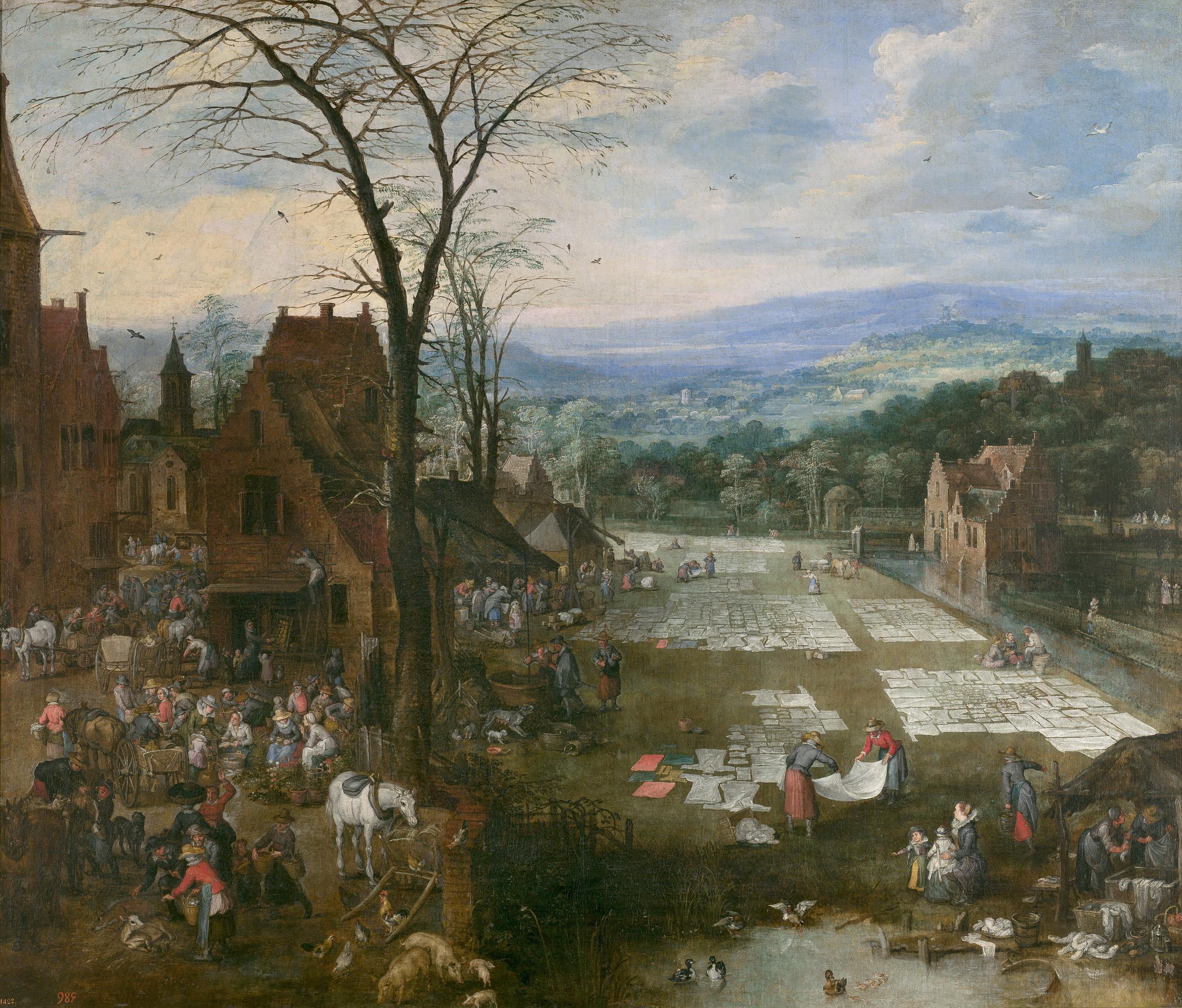
Markt en wasplaats in Vlaanderen, 1620, Museo Nacional del Prado
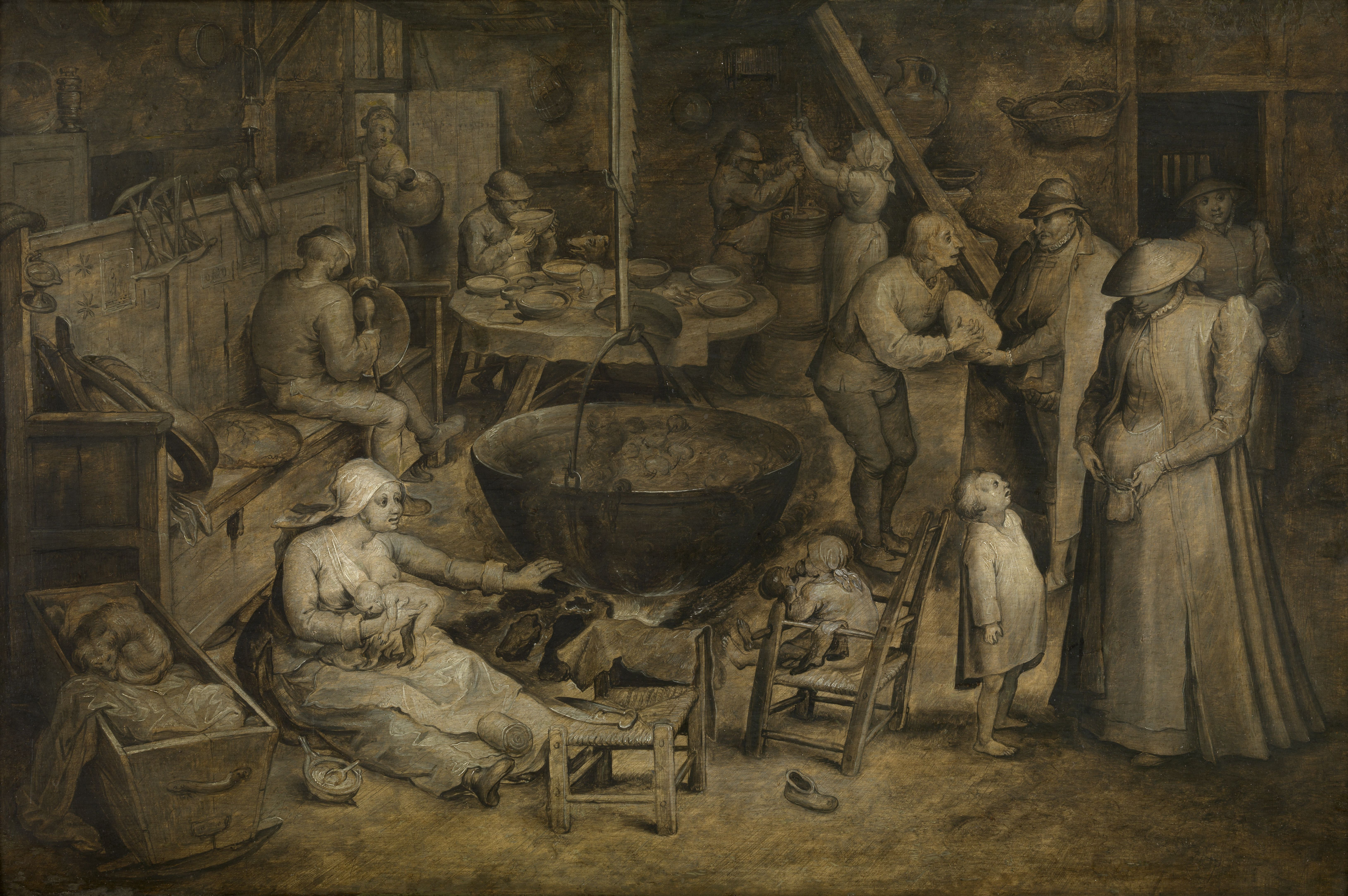
Bezoek aan de hoeve, Koninklijk Museum voor Schone Kunsten Antwerpen

## Genealogie
|                                                      |                                                      |                                                      |                                                      | Pieter Bruegel de Oude ca 1525-1569 de Boerenbrueghel |                                                      |  |  |                                                     |                                                     |                                                     |                                                     |                                                     |                                                     |  |  |                         |                         |                         |                         |                             |                             |                             |                             |                             |                             |                            |                            |                            |                            |  |  |                           |                           |                           |                           |                           |                           |  |  |  |  |  |  |  |  |  |  |  |  |  |  |  |  |  |  |
|                                                      |                                                      |                                                      |                                                      |                                                       |                                                      |  |  |                                                     |                                                     |                                                     |                                                     |                                                     |                                                     |  |  |                         |                         |                         |                         |                             |                             |                             |                             |                             |                             |                            |                            |                            |                            |  |  |                           |                           |                           |                           |                           |                           |  |  |  |  |  |  |  |  |  |  |  |  |  |  |  |  |  |  |
|                                                      |                                                      |                                                      |                                                      |                                                       |                                                      |  |  |                                                     |                                                     |                                                     |                                                     |                                                     |                                                     |  |  |                         |                         |                         |                         |                             |                             |                             |                             |                             |                             |                            |                            |                            |                            |  |  |                           |                           |                           |                           |                           |                           |  |  |  |  |  |  |  |  |  |  |  |  |  |  |  |  |  |  |
| Pieter Brueghel de Jonge 1564-1638 de Helse Brueghel | Pieter Brueghel de Jonge 1564-1638 de Helse Brueghel | Pieter Brueghel de Jonge 1564-1638 de Helse Brueghel | Pieter Brueghel de Jonge 1564-1638 de Helse Brueghel | Pieter Brueghel de Jonge 1564-1638 de Helse Brueghel  | Pieter Brueghel de Jonge 1564-1638 de Helse Brueghel |  |  | Jan Brueghel de Oude 1568-1625 de Fluwelen Brueghel | Jan Brueghel de Oude 1568-1625 de Fluwelen Brueghel | Jan Brueghel de Oude 1568-1625 de Fluwelen Brueghel | Jan Brueghel de Oude 1568-1625 de Fluwelen Brueghel | Jan Brueghel de Oude 1568-1625 de Fluwelen Brueghel | Jan Brueghel de Oude 1568-1625 de Fluwelen Brueghel |  |  |                         |                         |                         |                         |                             |                             |                             |                             | David Teniers I 1592-1649   | David Teniers I 1592-1649   | David Teniers I 1592-1649  | David Teniers I 1592-1649  | David Teniers I 1592-1649  | David Teniers I 1592-1649  |  |  |                           |                           |                           |                           |                           |                           |  |  |  |  |  |  |  |  |  |  |  |  |  |  |  |  |  |  |
| Pieter Brueghel de Jonge 1564-1638 de Helse Brueghel | Pieter Brueghel de Jonge 1564-1638 de Helse Brueghel | Pieter Brueghel de Jonge 1564-1638 de Helse Brueghel | Pieter Brueghel de Jonge 1564-1638 de Helse Brueghel | Pieter Brueghel de Jonge 1564-1638 de Helse Brueghel  | Pieter Brueghel de Jonge 1564-1638 de Helse Brueghel |  |  | Jan Brueghel de Oude 1568-1625 de Fluwelen Brueghel | Jan Brueghel de Oude 1568-1625 de Fluwelen Brueghel | Jan Brueghel de Oude 1568-1625 de Fluwelen Brueghel | Jan Brueghel de Oude 1568-1625 de Fluwelen Brueghel | Jan Brueghel de Oude 1568-1625 de Fluwelen Brueghel | Jan Brueghel de Oude 1568-1625 de Fluwelen Brueghel |  |  |                         |                         |                         |                         |                             |                             |                             |                             | David Teniers I 1592-1649   | David Teniers I 1592-1649   | David Teniers I 1592-1649  | David Teniers I 1592-1649  | David Teniers I 1592-1649  | David Teniers I 1592-1649  |  |  |                           |                           |                           |                           |                           |                           |  |  |  |  |  |  |  |  |  |  |  |  |  |  |  |  |  |  |
|                                                      |                                                      |                                                      |                                                      |                                                       |                                                      |  |  |                                                     |                                                     |                                                     |                                                     |                                                     |                                                     |  |  |                         |                         |                         |                         |                             |                             |                             |                             |                             |                             |                            |                            |                            |                            |  |  |                           |                           |                           |                           |                           |                           |  |  |  |  |  |  |  |  |  |  |  |  |  |  |  |  |  |  |
| Ambrosius Brueghel 1617-1675                         | Ambrosius Brueghel 1617-1675                         | Ambrosius Brueghel 1617-1675                         | Ambrosius Brueghel 1617-1675                         | Ambrosius Brueghel 1617-1675                          | Ambrosius Brueghel 1617-1675                         |  |  | Jan Brueghel de Jonge 1601-1678                     | Jan Brueghel de Jonge 1601-1678                     | Jan Brueghel de Jonge 1601-1678                     | Jan Brueghel de Jonge 1601-1678                     | Jan Brueghel de Jonge 1601-1678                     | Jan Brueghel de Jonge 1601-1678                     |  |  | Anna Brueghel 1620-1656 | Anna Brueghel 1620-1656 | Anna Brueghel 1620-1656 | Anna Brueghel 1620-1656 | Anna Brueghel 1620-1656     | Anna Brueghel 1620-1656     |                             |                             | David Teniers II 1610-1690  | David Teniers II 1610-1690  | David Teniers II 1610-1690 | David Teniers II 1610-1690 | David Teniers II 1610-1690 | David Teniers II 1610-1690 |  |  | Abraham Teniers 1626-1670 | Abraham Teniers 1626-1670 | Abraham Teniers 1626-1670 | Abraham Teniers 1626-1670 | Abraham Teniers 1626-1670 | Abraham Teniers 1626-1670 |  |  |  |  |  |  |  |  |  |  |  |  |  |  |  |  |  |  |
| Ambrosius Brueghel 1617-1675                         | Ambrosius Brueghel 1617-1675                         | Ambrosius Brueghel 1617-1675                         | Ambrosius Brueghel 1617-1675                         | Ambrosius Brueghel 1617-1675                          | Ambrosius Brueghel 1617-1675                         |  |  | Jan Brueghel de Jonge 1601-1678                     | Jan Brueghel de Jonge 1601-1678                     | Jan Brueghel de Jonge 1601-1678                     | Jan Brueghel de Jonge 1601-1678                     | Jan Brueghel de Jonge 1601-1678                     | Jan Brueghel de Jonge 1601-1678                     |  |  | Anna Brueghel 1620-1656 | Anna Brueghel 1620-1656 | Anna Brueghel 1620-1656 | Anna Brueghel 1620-1656 | Anna Brueghel 1620-1656     | Anna Brueghel 1620-1656     |                             |                             | David Teniers II 1610-1690  | David Teniers II 1610-1690  | David Teniers II 1610-1690 | David Teniers II 1610-1690 | David Teniers II 1610-1690 | David Teniers II 1610-1690 |  |  | Abraham Teniers 1626-1670 | Abraham Teniers 1626-1670 | Abraham Teniers 1626-1670 | Abraham Teniers 1626-1670 | Abraham Teniers 1626-1670 | Abraham Teniers 1626-1670 |  |  |  |  |  |  |  |  |  |  |  |  |  |  |  |  |  |  |
|                                                      |                                                      |                                                      |                                                      |                                                       |                                                      |  |  |                                                     |                                                     |                                                     |                                                     |                                                     |                                                     |  |  |                         |                         |                         |                         |                             |                             |                             |                             |                             |                             |                            |                            |                            |                            |  |  |                           |                           |                           |                           |                           |                           |  |  |  |  |  |  |  |  |  |  |  |  |  |  |  |  |  |  |
|                                                      |                                                      |                                                      |                                                      |                                                       |                                                      |  |  | Abraham Brueghel 1631-1690                          | Abraham Brueghel 1631-1690                          | Abraham Brueghel 1631-1690                          | Abraham Brueghel 1631-1690                          | Abraham Brueghel 1631-1690                          | Abraham Brueghel 1631-1690                          |  |  |                         |                         |                         |                         | David Teniers III 1638-1685 | David Teniers III 1638-1685 | David Teniers III 1638-1685 | David Teniers III 1638-1685 | David Teniers III 1638-1685 | David Teniers III 1638-1685 |                            |                            |                            |                            |  |  |                           |                           |                           |                           |                           |                           |  |  |  |  |  |  |  |  |  |  |  |  |  |  |  |  |  |  |
|                                                      |                                                      |                                                      |                                                      |                                                       |                                                      |  |  | Abraham Brueghel 1631-1690                          | Abraham Brueghel 1631-1690                          | Abraham Brueghel 1631-1690                          | Abraham Brueghel 1631-1690                          | Abraham Brueghel 1631-1690                          | Abraham Brueghel 1631-1690                          |  |  |                         |                         |                         |                         | David Teniers III 1638-1685 | David Teniers III 1638-1685 | David Teniers III 1638-1685 | David Teniers III 1638-1685 | David Teniers III 1638-1685 | David Teniers III 1638-1685 |                            |                            |                            |                            |  |  |                           |                           |                           |                           |                           |                           |  |  |  |  |  |  |  |  |  |  |  |  |  |  |  |  |  |  |
|                                                      |                                                      |                                                      |                                                      |                                                       |                                                      |  |  |                                                     |                                                     |                                                     |                                                     |                                                     |                                                     |  |  |                         |                         |                         |                         | David Teniers IV 1672–1731  |                             |                             |                             |                             |                             |                            |                            |                            |                            |  |  |                           |                           |                           |                           |                           |                           |  |  |  |  |  |  |  |  |  |  |  |  |  |  |  |  |  |  |

## Verantwoording
- Dit artikel of een eerdere versie ervan is een (gedeeltelijke) vertaling van het artikel Jan Brueghel the Elder op de Engelstalige Wikipedia, dat onder de licentie Creative Commons Naamsvermelding/Gelijk delen valt. Zie de bewerkingsgeschiedenis aldaar.

- Auckland Art Gallery Toi o Tāmaki: 1641
- Bibsys: 6098974
- Biblioteca Nacional de España: XX943444
- Bibliothèque nationale de France: cb12244766f (data)
- Biografisch Portaal: 45958732
- CiNii: DA04142379
- Digitale Bibliotheek voor de Nederlandse Letteren: breu031
- Gemeinsame Normdatei: 118674005
- International Standard Name Identifier: 0000 0001 0830 9545
- KulturNav: 316c99ca-590c-4614-9080-3d16c1b7cd24
- Library of Congress Control Number: n81089670
- Nationale Bibliotheek van Letland: 000202382
- MusicBrainz: d46cef77-4922-4265-b7f0-f710bac0b692
- National Gallery of Victoria: 868
- Nationale Bibliotheek van Tsjechië: jn20011018116
- Nationale bibliotheek van Australië: 35023038
- Nationale Bibliotheek van Israël: 987007527015605171
- Nationale Bibliotheek van Polen: a0000002006284
- Nationale en Universitaire bibliotheek Zagreb: 000593723
- Nederlandse Thesaurus van Auteursnamen: 068517491
- RKD-Nederlands Instituut voor Kunstgeschiedenis: 13288
- Istituto Centrale per il Catalogo Unico: CUBV026942
- LIBRIS: 319675
- SNAC: w6xk96s8
- Système universitaire de documentation: 031183085
- Museum of New Zealand Te Papa Tongarewa: 33428
- Trove: 797020
- Union List of Artist Names: 500007095
- Virtual International Authority File: 100909732
- WorldCat: E39PBJgHdRxCWDRpGgcDy6t3Qq